# Jules Closon
Jules Closon (Luik, 30 juli 1883 - 1 juni 1942) is een Belgisch historicus en hoogleraar aan de Université de Liège.

## Biografie
Jules Closon studeerde geschiedenis aan de Université de Liège, waar hij studeerde onder Godefroid Kurth en in 1904 promoveerde. Twee jaar later werd hij diens opvolger. Gedurende zijn hele carrière richtte hij zich op het voortzetten van het werk van Kurth, vaak ten koste van zijn eigen onderzoek. Hij waakte over de voltooiing van Kurths onderzoeken, voltooide diens Études franques, en samen met Ursmer Berlière voltooide hij de uitgave van de Chronique de Jean de Hocsem. Zijn eigen werken richtten zich op de bisschoppelijke geschiedenis van middeleeuws Luik. Hij was verantwoordelijk voor historische studies over de bisschoppen Waso, Alexander I van Gulik en Johan van Edingen. Van 1906 tot 1914 was hij secretaris en vervolgens directeur van de redactie van het tijdschrift Les Archives belges, opgericht door Kurth. Verzwakt door ziekte sinds 1938 overleed hij op 1 juni 1942. Fernand Vercauteren volgde hem op als hoogleraar middeleeuwse geschiedenis aan de Luikse universiteit.

## Publicaties (selectie)
- Alexandre Ier de Juliers, évêque de Liège, 1128-1135', in Bulletin de la Société d'art et d'histoire du diocèse de Liège 13, 1902, 403-473.
- 'Un évêque de Liège peu connu de la fin du XIIIe siècle. Jean d'Enghien', in Bulletin de l'Institut archéologique liégeois 57, 1933, 41-82.
- 'Wazon, évêque de Liège, 1042-1048', in Chronique archéologique du pays de Liège 28, 1937, 56-70.